# Tõnu Lepik
Tõnu Lepik (ur. 1 maja 1946 w Tallinnie) – estoński lekkoatleta, skoczek w dal, medalista mistrzostw Europy i halowych mistrzostw Europy.
W trakcie swej kariery lekkoatletycznej reprezentował ZSRR. Zajął 4. miejsce w skoku w dal na europejskich igrzyskach halowych w 1967 w Pradze. Na kolejnych europejskich igrzyskach halowych w 1968 w Madrycie zdobył srebrny medal za swym kolegą z reprezentacji Igorem Ter-Owanesianem. Na igrzyskach olimpijskich w 1968 w Meksyku zajął 5. miejsce, ustanawiając swój rekord życiowy wynikiem 8,09 m.
Zdobył brązowy medal na mistrzostwach Europy w 1969 w Atenach. Zwyciężył na halowych mistrzostwach Europy w 1970 w Wiedniu. Na mistrzostwach Europy w 1971 w Helsinkach zajął 7. miejsce, a na halowych mistrzostwach Europy w 1972 w Grenoble 5. miejsce. Był ósmy na mistrzostwach Europy w 1974 w Rzymie. Wystąpił jeszcze na igrzyskach olimpijskich w 1976 w Montrealu, ale nie zakwalifikował się do finału.
Lepik był halowym mistrzem ZSRR w skoku w dal w 1967 i 1972.
Po zakończeniu kariery wyczynowej pracował przez wiele lat jako trener lekkoatletyczny.